# Verkäufer

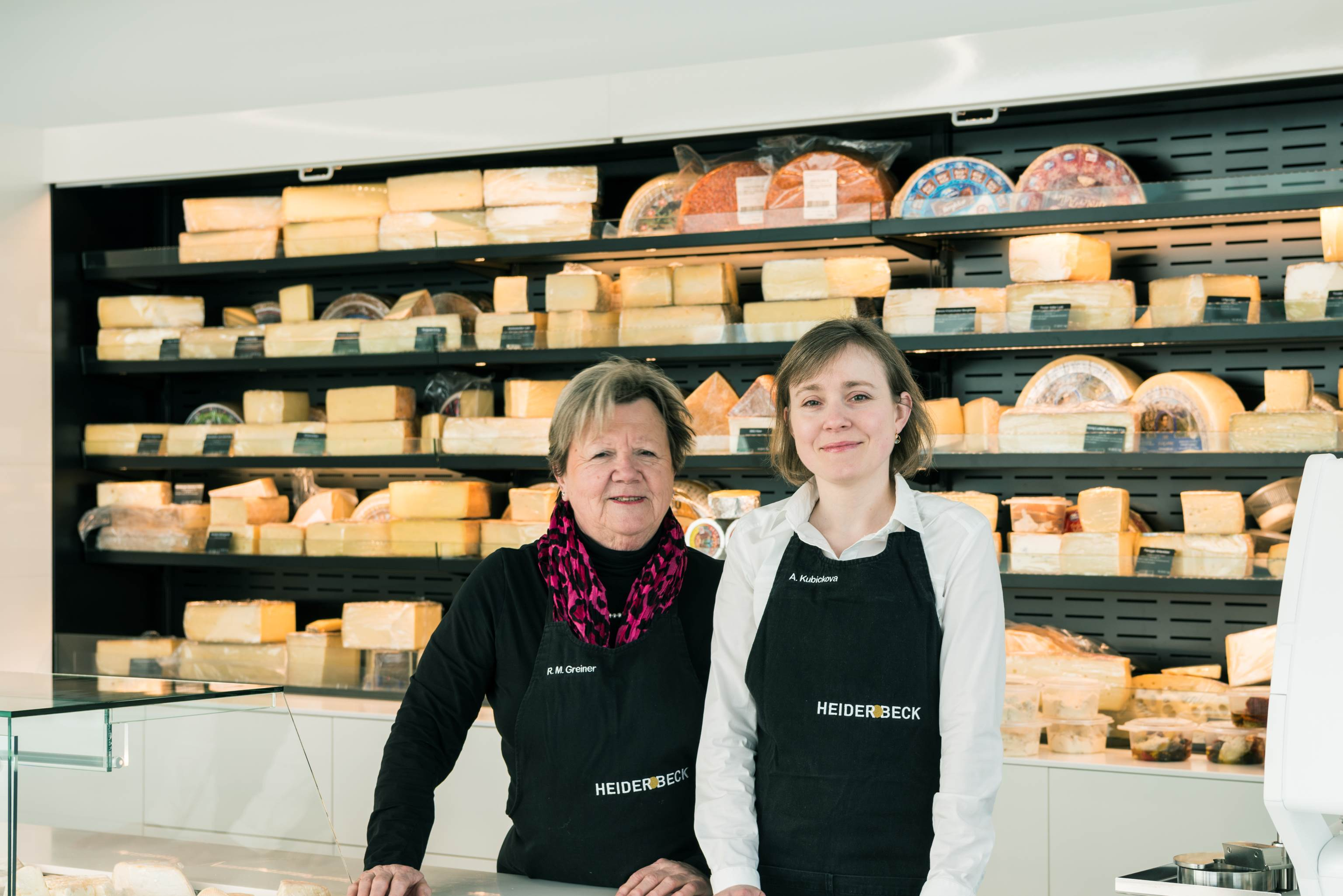
Verkäuferinnen in einem Feinkostgeschäft

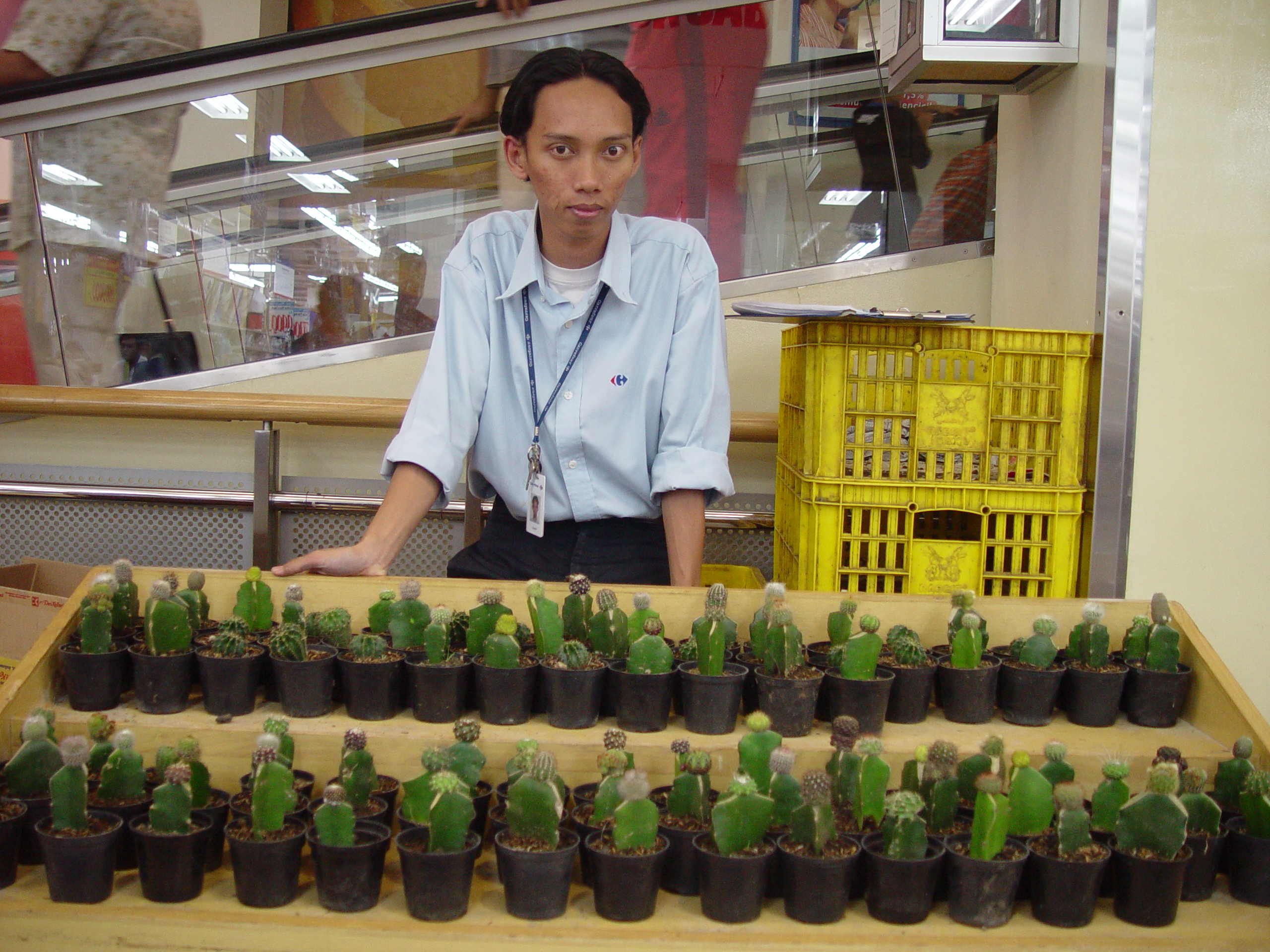
Verkäufer an seinem Kakteenstand

Verkäufer (gelegentlich auch Detailhandelsfachleute genannt) sind Fachkräfte, die mit dem Verkauf von Waren oder Dienstleistungen sowie der Akquisition von Kunden betraut sind und je nach dem Grad ihrer Spezialisierung und handelsrechtlichen Stellung verschiedene Berufsbezeichnungen besitzen.
Dieser Beruf ist eine klassische Frauendomäne. 2010 lag der Frauenanteil bei Ausbildung und Berufsausübung in den DACH-Ländern zwischen 62 und 92 Prozent.

## Angestellte Verkäufer
Der sogenannte feste Verkäufer (auch Reisender) steht nach § 611 ff. BGB als Arbeitnehmer im Dienstvertrag mit dem Arbeitgeber mit dementsprechenden Treue- und Sorgfaltspflichten. Umgekehrt schuldet der Arbeitgeber, unabhängig vom erreichten Umsatz, aus dem Arbeitsvertrag Arbeitsentgelt und Fürsorge (in der Regel Sozialversicherung und Personalbetreuung).
Des Weiteren arbeiten angestellte Verkäufer zum Beispiel im Einzelhandel und Großhandel für kleine und große Unternehmen. Zu ihren wesentlichen Aufgaben gehören die Fachberatung, das Kassieren und die Sortierung der Waren.

## Wahl des Verkäufers durch das Unternehmen
Bei der Wahl des richtigen Vertriebswegs hat der Unternehmer eine Reihe von Faktoren zu berücksichtigen. Erfahrungsgemäß überwiegen dabei die wirtschaftlichen Interessen des Anbieters vor den Interessen des Mitarbeiters beziehungsweise des Kunden. Eine solche Position wird dann gegebenenfalls umgekehrt, wenn der Verkäufer selbst mit stichhaltigen Informationen über den Markt in die Verhandlung mit dem Anbieter eintritt und die Machbarkeit der Vorgaben aufgrund seiner Berufserfahrung oder eigenen Kundenkontakte relativieren kann (zum Beispiel Daten zum Abnehmerverhalten in diesem speziellen Marktumfeld aufzeigt). Der Verkauf der verkäuferischen Dienstleistung ist somit die plausibelste Arbeitsprobe für die Bewertung von Verkäufern in der Praxis.
Als grundsätzliche Schwierigkeit im Vertrieb ist der Umstand anzusehen, dass von potenziellen Mitarbeitern oft weniger technisch-sachliche Kompetenz als vielmehr künstliches souveränes Auftreten geboten wird. Die hieraus oft resultierende latente Unverbindlichkeit und fehlende Authentizität des durchschnittlichen Verkäufers erweist sich im Umgang mit kritischen Kunden deshalb häufig als abschreckend und kontraproduktiv; das führt, neben der fehlenden Bereitschaft vieler Unternehmer, mit „Angestellten“ auf gleicher Augenhöhe zu verhandeln, letztlich zu einer hohen Fluktuation in der Branche („Hire and Fire“ bzw. „Headhunting“).
Wesentliche Elemente der Verkaufstechnik für den Verkäufer sind neben den Präsentationsmitteln, Werbeträgern und Werbemitteln, sämtliche Bereiche der modernen Verkaufspsychologie. In ihr finden sich die Methoden zur gezielten Einflussnahme, Einwandbehandlung und Kundenrückgewinnung durch den Verkäufer im Reklamationsfall. Hierzu gehören auch die vorgelagerten Bereiche des Selbstmanagements inkl. des Zeitmanagements und der Persönlichkeitsbildung sowie der nachgelagerte Bereich des After-Sales-Managements.

## Ausbildungsberuf in Deutschland
Verkäufer ist ein auf zwei Jahre Lehrzeit ausgerichteter Ausbildungsberuf. Nach erfolgreichem Abschluss ist es nach Übereinkunft mit dem Ausbildungsbetrieb möglich, ein weiteres Ausbildungsjahr zu absolvieren und sich zum Kaufmann im Einzelhandel weiter zu qualifizieren.
Im Jahr 2023 wurden in Deutschland 20.658 neue Ausbildungsverträge abgeschlossen. Auf der Rangliste der Ausbildungsberufe nach Neuabschlüssen steht der Ausbildungsberuf damit auf Rang 3.
Zu den Ausbildungsinhalten zählen unter anderem:
- Warenannahme, Warenkontrolle, Transport im Lagerbereich,
- Vorbereitung der Ware für den Verkauf,
- Lagerbestände kontrollieren, Aneignen von Warenkenntnissen,
- Abwicklung von Reklamationen und Umtausch,
- Kundenberatung und kundenorientierte Verkaufsgespräche,
- Steuerung und Kontrolle der Warenbewegung.

Zu den Voraussetzungen für eine Ausbildung zum Verkäufer gehören gute Kenntnisse in Mathematik und Deutsch, Sprachgewandtheit und Ausdrucksfähigkeit sowie ein ausgeprägtes Personen- und Zahlengedächtnis. Zudem sollten Interessenten über gute Umgangsformen, ein sicheres Auftreten, Kontaktfähigkeit und Selbstbeherrschung verfügen.
Nach der abgeschlossenen Ausbildung gibt es verschiedene Möglichkeiten zur Weiterentwicklung. Neben einer Fortbildung, wie etwa zum Einzelhandelskaufmann oder zum Handelsfachwirt, bieten sich Spezialisierungen in Bereichen wie beispielsweise Gartenbedarf, Kleidung, Möbel oder Fahrzeugtechnik an.

## Ausbildungsberuf in Österreich
Im Unterschied zu Deutschland lautet in Österreich die offizielle Berufsbezeichnung für Verkäufer Einzelhandelskaufmann. Es gibt somit auch keine gesonderte Ausbildung zum Verkäufer, sondern Lehrlinge absolvieren die dreijährige duale Ausbildung zum Einzelhandelskaufmann. Dieser Lehrberuf wird mit 14 verschiedenen Schwerpunkten angeboten: Allgemeiner Einzelhandel, Baustoffhandel, Einrichtungsberatung, Eisen- und Hartwaren, Elektro-Elektronikberatung, Fleischfachhandel, Kraftfahrzeuge und Ersatzteile, Lebensmittelhandel, Parfümerie, Schuhe, Sportartikel, Telekommunikation, Textilhandel, Uhren- und Juwelenberatung.
Die Ausbildungsinhalte entsprechen grundsätzlich jenen in Deutschland, sind durch die ein Jahr längere Ausbildungsdauer aber umfangreicher. Die schwerpunktspezifischen Ausbildungsinhalte ergeben sich aus den jeweiligen Tätigkeitsbereichen. Die Ausbildung endet mit der Lehrabschlussprüfung, die sich aus einem schriftlichen und mündlichen Teil zusammensetzt.

## Ausbildungsberuf in der Schweiz

### Detailhandelsfachmann EFZ
In der Schweiz heißt der Ausbildungsberuf Detailhandelsfachmann EFZ. Die französische Bezeichnung lautet Gestionnaire du commerce de détail CFC, die italienische Impiegato del commercio al dettaglio AFC. Der Beruf wird am meisten von Frauen ergriffen und ist der nach der Ausbildung zur Kauffrau der zweithäufigste Ausbildungsberuf, der von Frauen ergriffen wird. Die Ausbildung dauert drei Jahre.
Die Ausbildung wird im Schwerpunkt Beratung oder Bewirtschaftung angeboten.

### Detailhandelsassistent EBA
Für schwächere Schüler existiert der Ausbildungsberuf zum Detailhandelsassistent EBA. Die französische Bezeichnung lautet Assistant du commerce de détail AFP, die italienische Assistente del commercio al dettaglio CFP. Die Ausbildung dauert grundsätzlich zwei Jahre, in einigen Branchen länger.

## Vertragspartei
Beim Kaufvertrag heißt die dem Käufer gegenüberstehende Vertragspartei Verkäufer (§ 433 BGB), so dass es sich auch um einen Rechtsbegriff handelt. Danach ist der angestellte Verkäufer gemäß § 56 HGB zu Verkäufen und Empfangnahmen in einem Laden oder in einem offenen Warenlager ermächtigt. Sämtliche Rechtshandlungen, die der Verkäufer im Rahmen des § 56 HGB vorgenommen hat, wirken unmittelbar für und gegen den Inhaber des Handelsgeschäfts. Der Verkäufer ist damit ermächtigt, die verkauften Waren an den Käufer zu übergeben und zu übereignen (§ 433 BGB) und vom Käufer den Kaufpreis entgegenzunehmen (§ 362 Abs. 1 BGB).